# Stoa sud

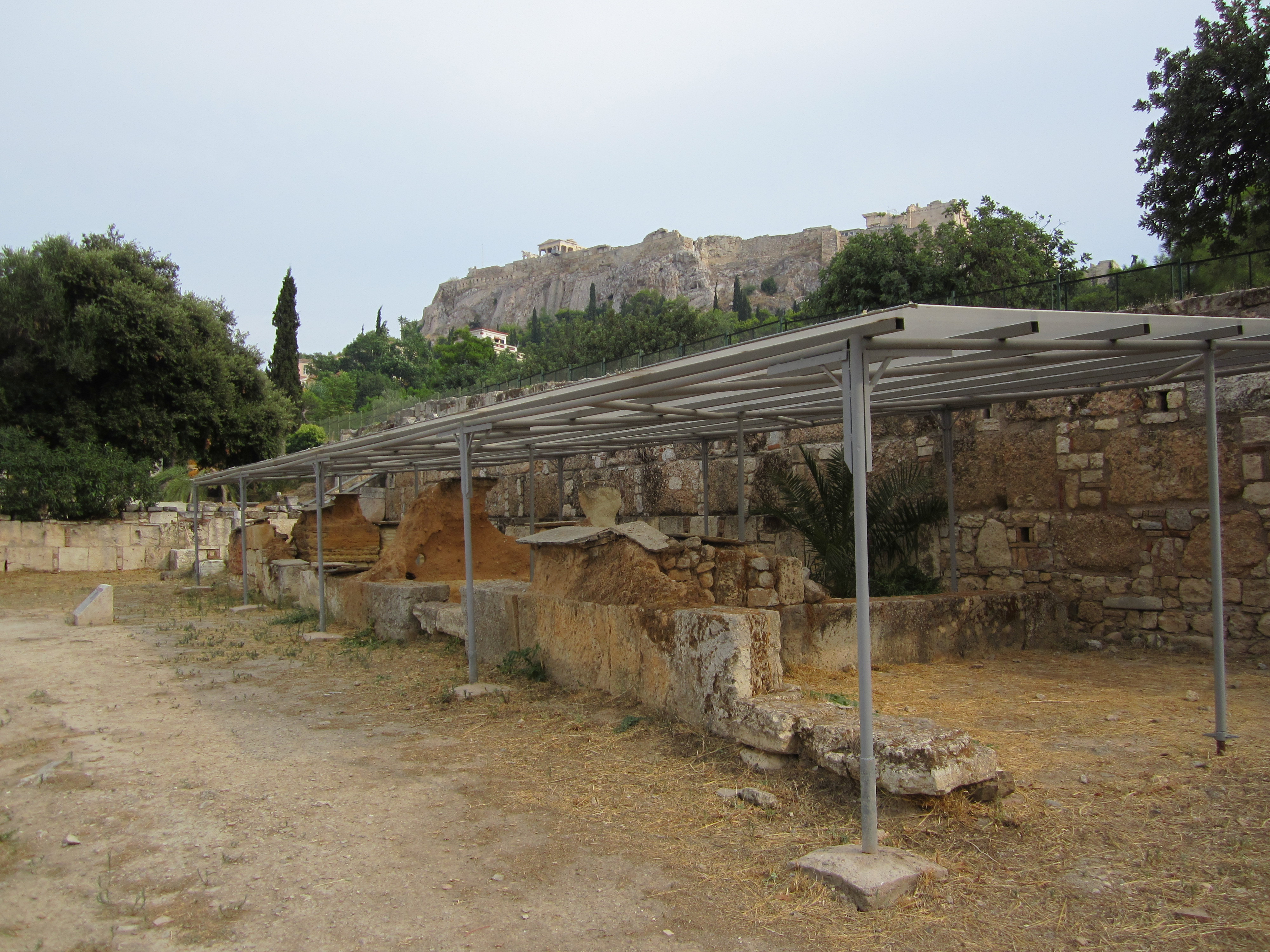
Ruines de la Stoa sud.

La Stoa sud I de l'agora d'Athènes était une stoa (portique) située au sud de l'agora d'Athènes entre l'Héliée et la fontaine Ennéacrounos. Elle a été construite vers les années -425--400, durant l'époque classique. La Stoa sud I a été utilisée jusqu'à environ -150, où elle a été remplacée par la Stoa sud II.